# P/2023 S1
P/2023 S1 è una cometa periodica appartenente alla famiglia delle comete gioviane. La cometa è stata scoperta il 20 settembre 2023 .

## L'orbita e i suoi cambiamenti nel tempo
Prima della sua scoperta, la cometa aveva elementi orbitali molto diversi da quelli attuali, con un periodo di rivoluzione di 25,9 anni, il perielio all'interno dell'orbita di Giove e una piccola MOID col Giove: questa piccola MOID con Giove comportava anche la possibilità di passaggi estremamente ravvicinati tra i due corpi con conseguenti cambiamenti, anche drastici, degli elementi orbitali della cometa. Nel 1916 la cometa è passata a 0,81 ua da Giove: l'8 giugno 2021 la cometa è entrata dentro il sistema dei satelliti galileiani, sistema compreso entro una sfera di 0,012585 ua centrata su Giove, i due corpi passarono a 0,0017 ua di distanza . A seguito di questo passaggio la cometa ha cambiato notevolmente la sua orbita pur conservando una piccola MOID, attualmente di 0,00223505 au: la drastica diminuzione della distanza perielica da 4,994 ua a 2,628 ua ha aiutato notevolmente la scoperta della cometa.